# 20584 Бріджідсеведж
20584 Бріджідсеведж (20584 Brigidsavage) — астероїд головного поясу, відкритий 9 вересня 1999 року.
Тіссеранів параметр щодо Юпітера — 3,270.